# Piedras rúnicas de Jarlabanke

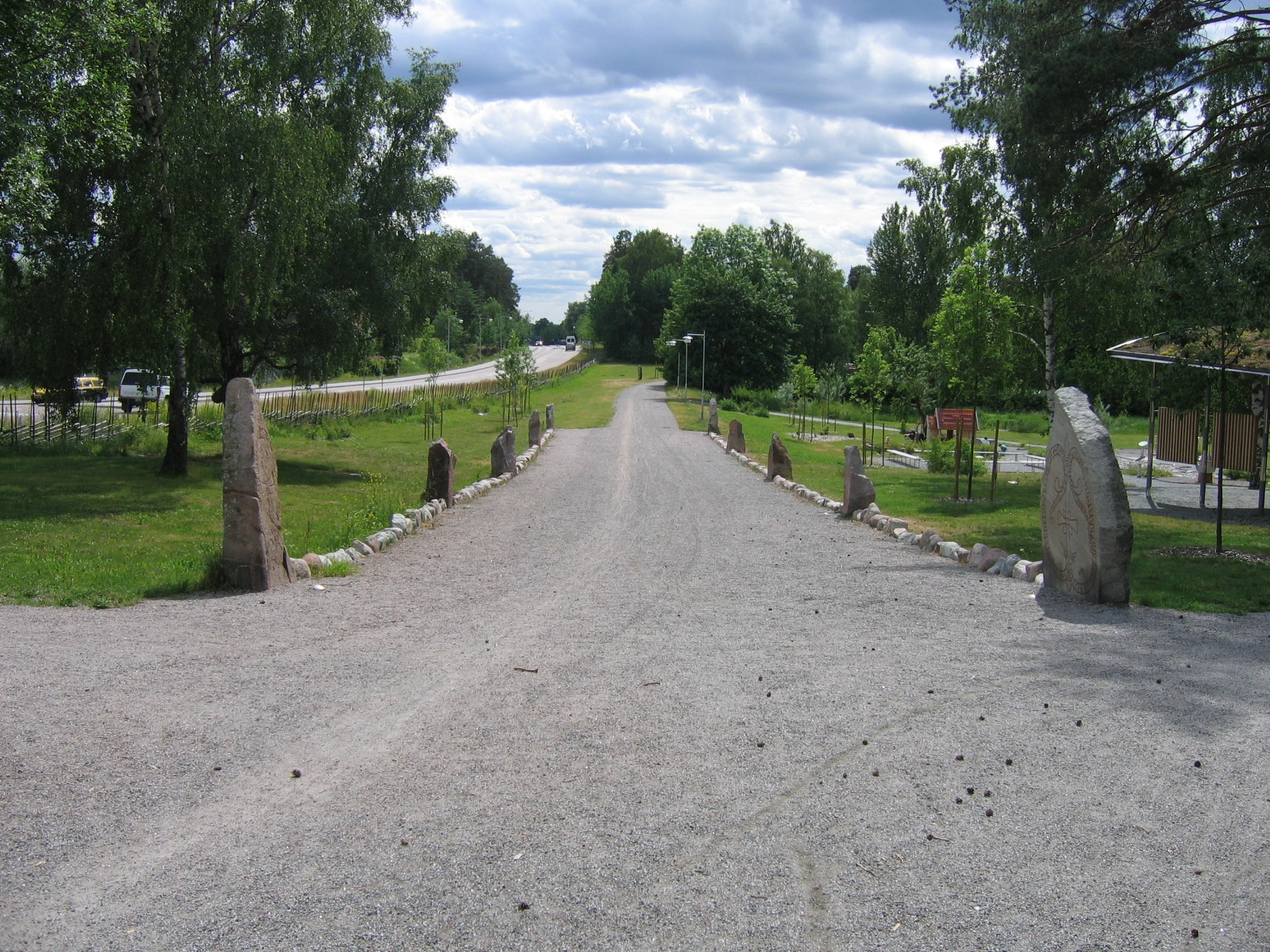
Dos de las piedras de Jarlabanke en el puente de Jarlabanke.

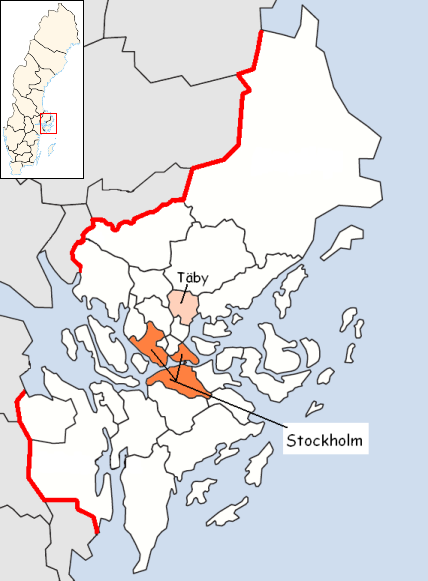
Ubicación de Täby en Suecia.

Las piedras rúnicas de Jarlabanke (en sueco: Jarlabankestenarna) es la denominación dada a unas 20 estelas rúnicas del siglo XI inscritas en nórdico antiguo con runas del futhark joven situadas originalmente en Täby y sus alrededores, en la región sueca de Uppland. Fueron encargadas por Jarlabanke Ingefastsson, un caudillo vikingo, y su clan (en sueco: Jarlabankeätten). Jarlabanke probablemente fue un hersir (jefe de una centena) responsable de la organización del leidang local. En varias piedras existen frases y cruces que lo identifican como cristiano, y no tienen alusiones al paganismo nórdico.
Cinco de ellas contienen prácticamente el mismo mensaje: «Jarlabanke mandó hacer estas piedras en honor de sí mismo mientras estaba vivo. El hizo el puente en beneficio de su alma. Fue el único dueño de todo Täby.» La piedra U 212, en la iglesia de Vallentuna, además muestra el siguiente texto en el otro lado: «Jarlabanke mandó hacer esta piedra en honor de sí mismo mientras estaba vivo. Hizo este lugar de asamblea y él solo poseyó esta centena.»
El denominado puente de Jarlabanke es un paso elevado en Täby que originalmente estaba bordeado por cuatro piedras rúnicas y muchas piedras erigidas. Mide unos 116 metro de largo y unos 6,4 metros de ancho y allí se situaban las inscripciones (U 164 y U 165) de Jarlabanke, en los extremos sur y norte y sur del paso, respectivamente. Una de las piedras fue trasladada durante en vida Jarlabanke al lugar de la asamblea de la centena de Vallentuna, donde recibió un nuevo texto y fue reemplazada por una quinta piedra en el puente de Jarlabanke con un nuevo diseño.
Otras tres piedras presentan a Jarlabanke como el constructor de carreteras y puentes, y unas diez mencionan a los miembros de su familia, lo que hace posible seguirla durante generaciones. Su orgullo por presentarse como constructor de carreteras y puentes muestra que era una labor prestigiosa en la Suecia del siglo XI.
La inscripción ha sido objeto de controversia respecto al significado del verbo del nórdico antiguo eiga (poseer), y sobre el origen de la división en centenas. Se debatió si realmente poseyó una centena o si se le señalaba como el jefe (hersir) del rey de Suecia en la división, sin llegar a un acuerdo final.
Omeljan Pritsak señaló que la prominente posición de Jarlabanke y sus posesiones muestran que él y su clan se beneficiarían de parte de los danegelds y del servicio que los hombres de su clan proporcionarían como mercenarios en la guardia varega en la Rus de Kiev.

## Las estelas
Además de las piedras rúnicas tratadas en este artículo hay varias más erigidas por Jarlabanke y su clan como la U 101, U 135, U 136, U 137, U 143, U 147, U 309 y U 310. Todas ellas se tratan separadamente porque se erigieron en relación con Estrid, la progenitora del clan de Jarlabanke.
Las restantes piedras rúnicas que se relacionan con los parientes de Jarlabanke son: U 100, U 104, U 112, U 133, U 141, U 151, U 160, U 161, U 225, U 226, U 328, U 336, U 343 y U 344.
A continuación se describen las estelas rúnicas, catalogadas según la información almacenada por el proyecto Rundata, donde se les asigna un código relativo a su localización, en este caso la U correspondiente a Uppland. Las transcripciones de las inscripciones rúnicas del nórdico antiguo se realizan según el estándar de los dialectos sueco y danés para facilitar la comparación entre todas las inscripciones, mientras que la traducción al español proviene de la traducción al inglés que se proporciona en Rundata en la que aparecen los nombres escritos en el estándar correspondiente a los dialectos islandés y noruego del nórdico antiguo.

### U 127

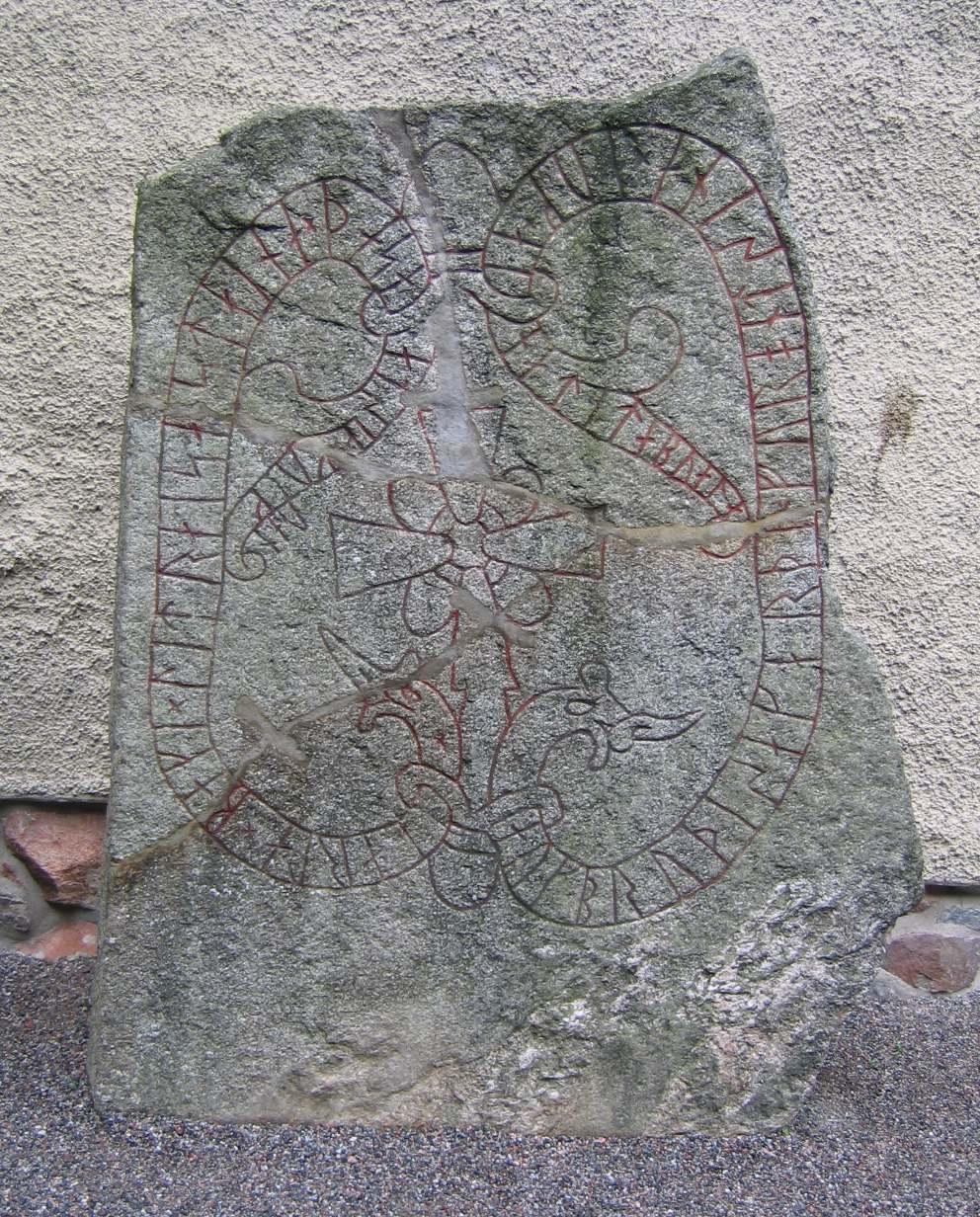
Piedra rúnica U 127.

Esta piedra rúnica es del estilo Pr2 (correspondiente a la primera mitad del siglo XI). Está ubicada en la iglesia de Danderyd. Se encontró en el interior de un muro de la iglesia y probablemente fue trasladada desde Täby para ser usada en la construcción de la iglesia. En esta piedra Jarlabanke declaró que tenía a todo Täby bajo su mando y que él hizo el puente y erigió varias piedras rúnicas en honor de sí mismo mientras estaba vivo.
Transliteración latina:
× iarla×baki × lit raisa [×] staina × þasa at sik × kuikuan × auk bru þisa karþi × fur ont sina × auk × ain ati tabu ala-
Transcripción al nórdico antiguo:
Iarlabanki let ræisa stæina þessa at sik kvikvan, ok bro þessa gærði fyr and sina, ok æinn atti Tæby alla[n].
Traducción al español:
Jarlabanki mandó erigir estas piedras en memoria de sí mismo mientras estaba vivo, hizo el puente en favor de su espíritu, y poseyó en solitario todo Táby.

### U 140

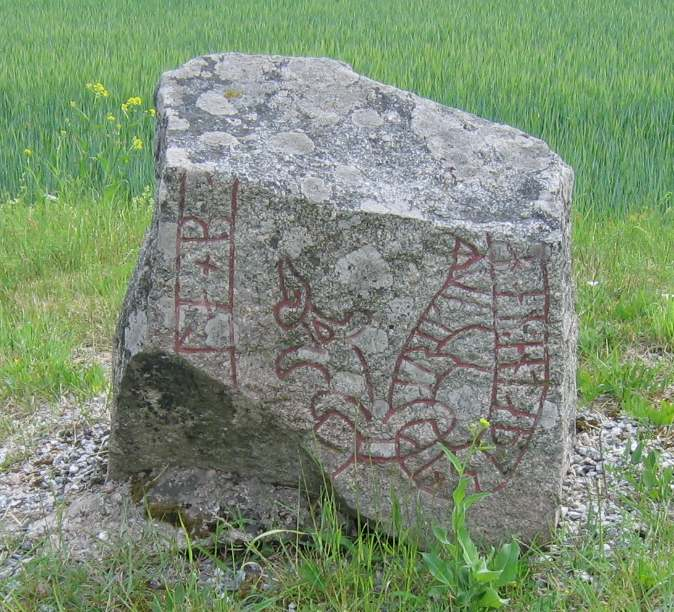
Piedra rúnica U 140.

Este fragmento de piedra se encuentra en Broby, cerca de las piedras rúnicas de Broby bro y de la U 150. Se descubrió entre el empedrado del suelo de una casa. Es una de las piedras rúnicas de Jarlabanke que mencionan a hombres que viajaron al extranjero (la otra es U 136) por lo que también se cataloga como una piedra rúnica sobre Grecia, pero no se sabe quién fue el viajero mencionado en el fragmento.
Transliteración latina:
× ...la×b(a)... ... han : entaþis * i kirikium
Transcripción al nórdico antiguo:
[Iar]laba[nki] ... Hann ændaðis i Grikkium.
Traducción al español:
Jarlabanki ... Él encontró su final en Grecia.

### U 142

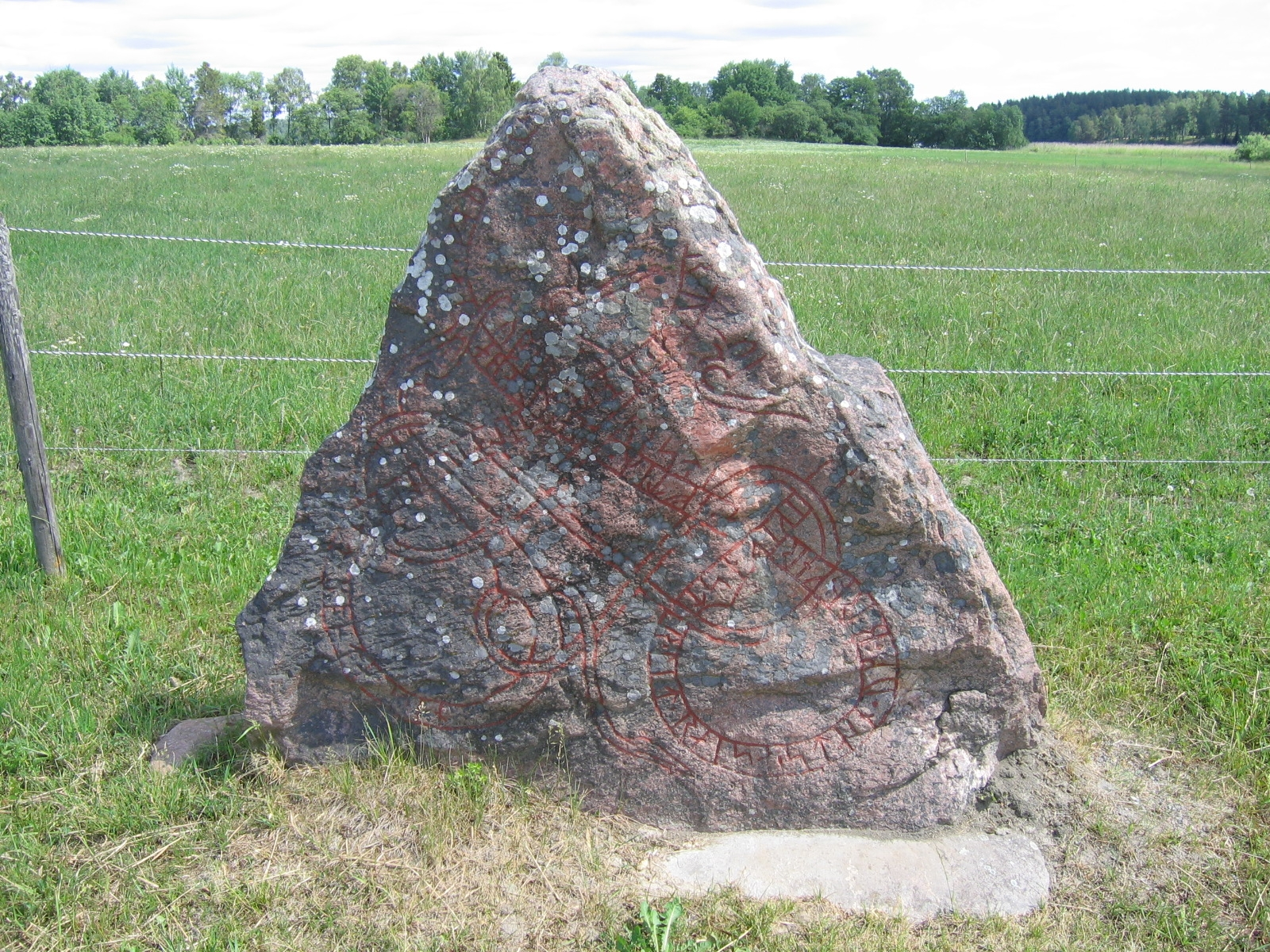
Piedra rúnica U 142.

Esta estela rúnica es del estilo estilo Pr4 (correspondiente a la segunda mitad del siglo XI). Está ubicada en Fällbro, y se considera una de las piedras de Jarlabanke más importantes porque a diferencia de las demás fue erigida en su memoria tras su muerte. Fue erigida por la esposa de Jarlabanke, Ketiley, y su hijo Ingifastr Jarlabankesson. La piedra además informa de que fue realizada por Öpir, que fue el más productivo maestro grabador de su época.
Transliteración latina:
ikifastr ' lit ' raisa ' stain * uk ' bro ' kera ' eftiR ' iarlabaka ' faþur ' s[in ' uk ' sun ' io]runa ' uk ' ketilau lit ' at ' bonta ' sin ybir risti
Transcripción al nórdico antiguo:
Ingifastr let ræisa stæin ok bro gæra æftiR Iarlabanka, faður sinn ok sun IorunaR, ok Kætiløy let at bonda sinn. ØpiR risti.
Traducción al español:
Ingifastr mandó erigir la piedra y el puente fue hecho en memoria de Jarlabanki, su padre, el hijo de Jórunnr. Y Ketiley encargó (erigirla) en memoria de su esposo. Œpir la grabó.

### U 148

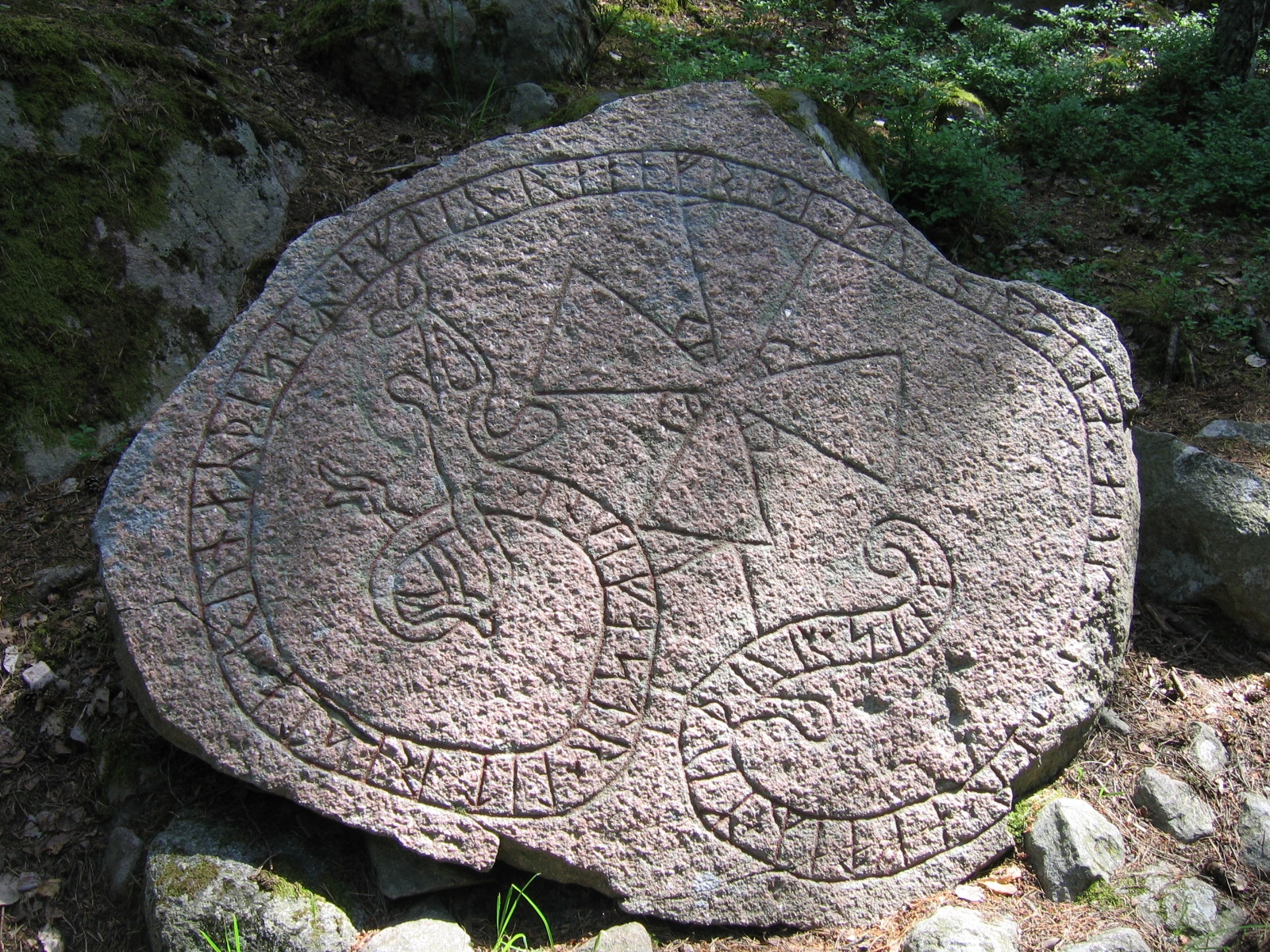
Piedra rúnica U 148.

Esta piedra rúnica es del estilo estilo Pr3 (correspondiente al tercer cuarto del siglo XI). Está localizada en un bosque al suroeste de Hagby, donde una carretera cruzaba un arroyo, y sólo a unos cien metros de la piedra U 147. La carretera fue construida por el clan de Jarlabanke e iba de la bahía de Edsviken hasta Täby. La piedra rúnica informa de que fue erigida por Ingifastr Eysteinsson (el padre de Jarlabanke) en memoria de su esposa Ragnfríðr, junto a su hijo Hemingr (el medio hermano de Jarlabanke).
Transliteración latina:
× inkifastr × lit × rista × runaR þisaR × aftiR × rahnfriþi × kuinu × sina × auk × -[m-](n)kr × aftiR × muþur × sina
Transcripción al nórdico antiguo:
Ingifastr let rista runaR þessaR æftiR Ragnfriði, kvinnu sina, ok [Hæ]m[i]ngR æftiR moður sina.
Traducción al español:
Ingifastr mandó grabar estas runas en memoria de Ragnfríðr, su esposa; y Hemingr en memoria de su madre.

### U 149

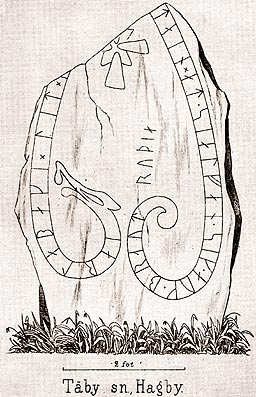
Piedra rúnica U 149.

Esta piedra rúnica se encontraba en Hagby pero ha desaparecido. Se conoce de su existencia por el dibujo que hizo de ella Richard Dybeck en 1840. La piedra rúnica es una de las que Jarlabanke mandó erigir en su propia memoria e informa de que se levantó junto al camino que se trazó.
Transliteración latina:
[iarlabaki × lit × -... ...tain × at * sialfan * sik * auk * braut ruþia]
Transcripción al nórdico antiguo:
Iarlabanki let ... [s]tæin at sialfan sik ok braut ryðia.
Traducción al español:
Jarlabanki mandó ... la piedra en memoria de sí mismo y despejó el camino.

### U 150

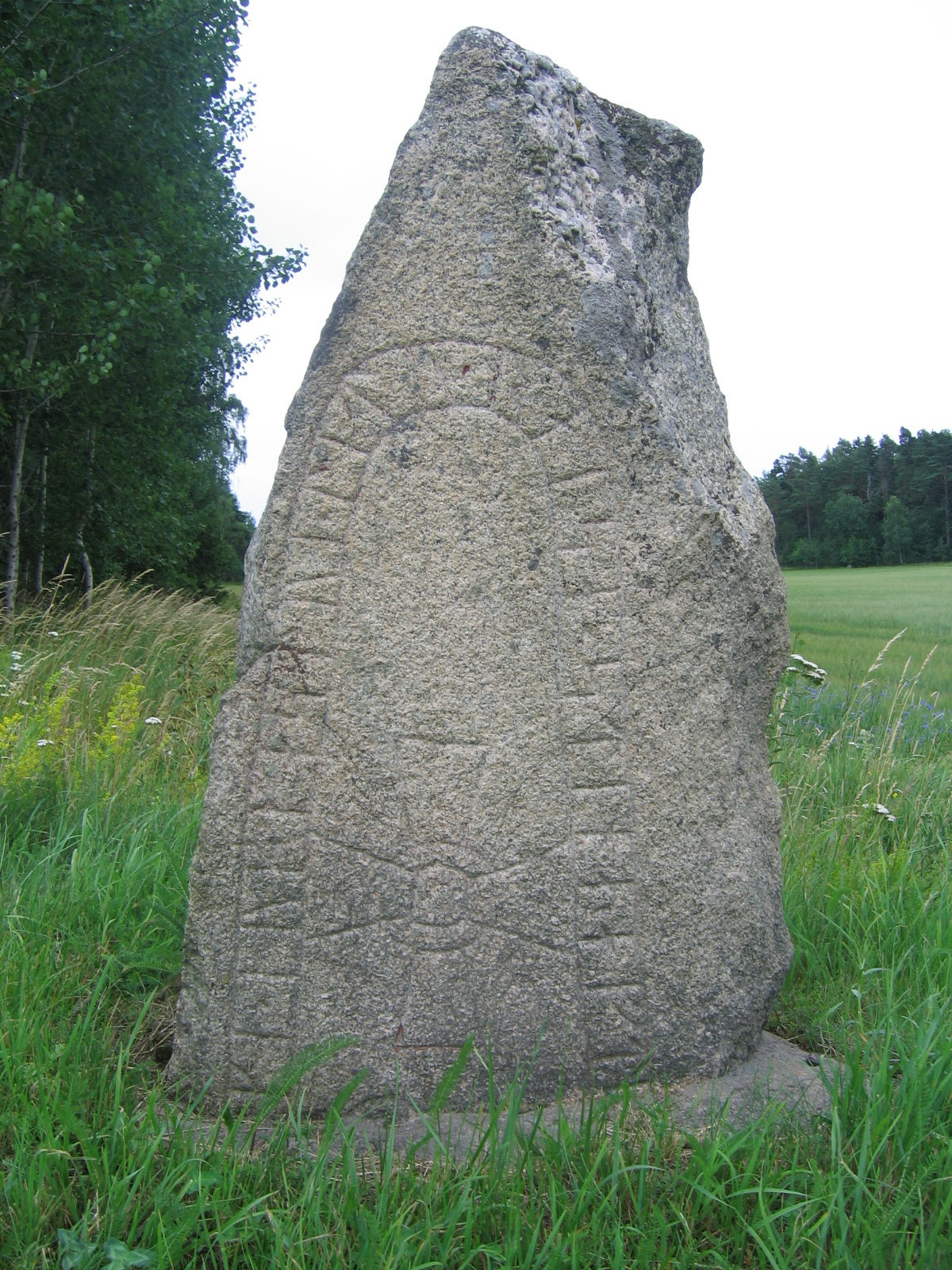
Piedra rúnica U 150.

Esta piedra rúnica, de la primera mitad del siglo XI, está situada en Karby, junto a la carretera, a poca distancia de la U 140 y las piedras rúnicas de Broby bro. La parte de abajo de la piedra se destruyó, actualmente está fija al suelo con una base de hormigón. En la piedra rúnica se afirma que fue erigida por Jarlabanke y su esposa en memoria de su hijo Sveinn. El estilo de la piedra aparenta ser Fp, aunque esta atribución es problemática porque correspondería a la generación del padre de Jarlabanke.
Transliteración latina:
* iarla*b]aki * auk * fastui * litu * raisa * stina * aftiR [* suain * sun * sin
Transcripción al nórdico antiguo:
Iarlabanki ok Fastvi letu ræisa stæina æftiR Svæin, sun sinn.
Traducción al español:
Jarlabanki y Fastvé mandaron erigir las piedras en memoria de Sveinn, su hijo.

### U 164

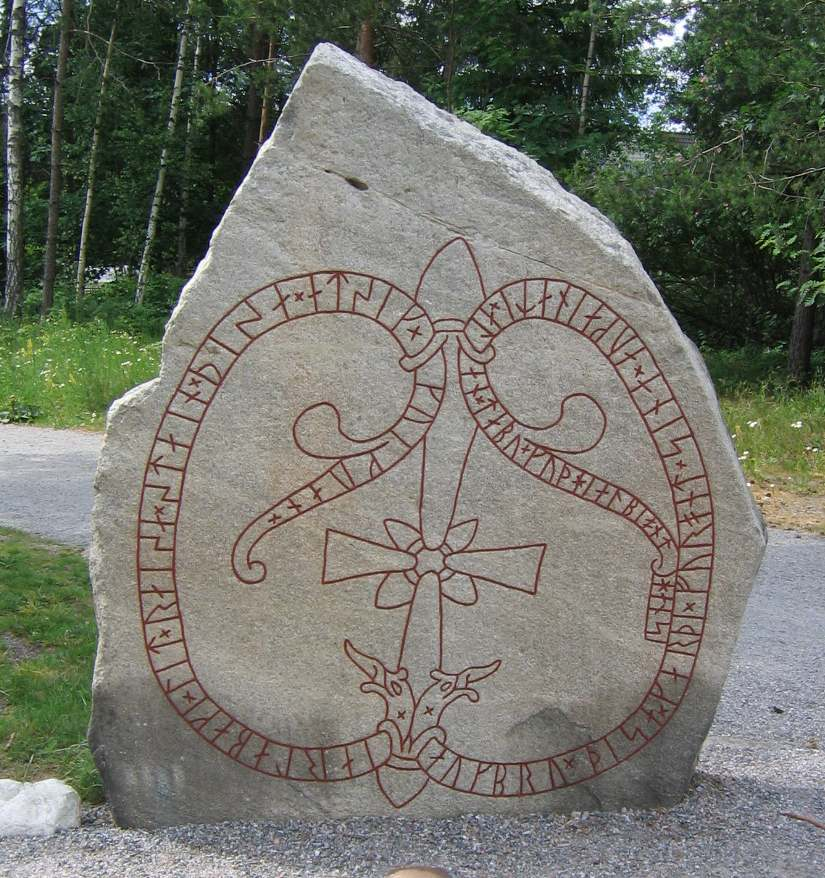
Piedra rúnica U 164.

Esta piedra del estilo de estilo Pr2-Pr3 (mediados de siglo XI) está ubicada junto al paso elevado conocido como puente de Jarlabanke. Es otra de las piedras rúnicas que erigió en vida en su propia memoria y en ella declara que mandó sobre todo Täby. Y cuenta que esta piedra fue hecha especialmente para conmemorar la creación del paso elevado en beneficio del alma de Jarlabanke.
Transliteración latina:
× iarlabaki × lit × raisa × stain × þisa × at sik × kuikuan ×× auk bru × þisa × karþi × fur ont × sina × auk ain ati × alan × tabu × kuþ hialbi ont hans
Transcripción al nórdico antiguo:
Iarlabanki let ræisa stæina þessa at sik kvikvan, ok bro þessa gærði fyr and sina, ok æinn atti allan Tæby. Guð hialpi and hans.
Traducción al español:
Jarlabanki mandó erigir estas piedras en memoria de sí mismo mientras estaba vivo, e hizo el puente para su espíritu, y poseyó en solitario todo Tábýr. Que Dios ayude a su alma.

### U 165

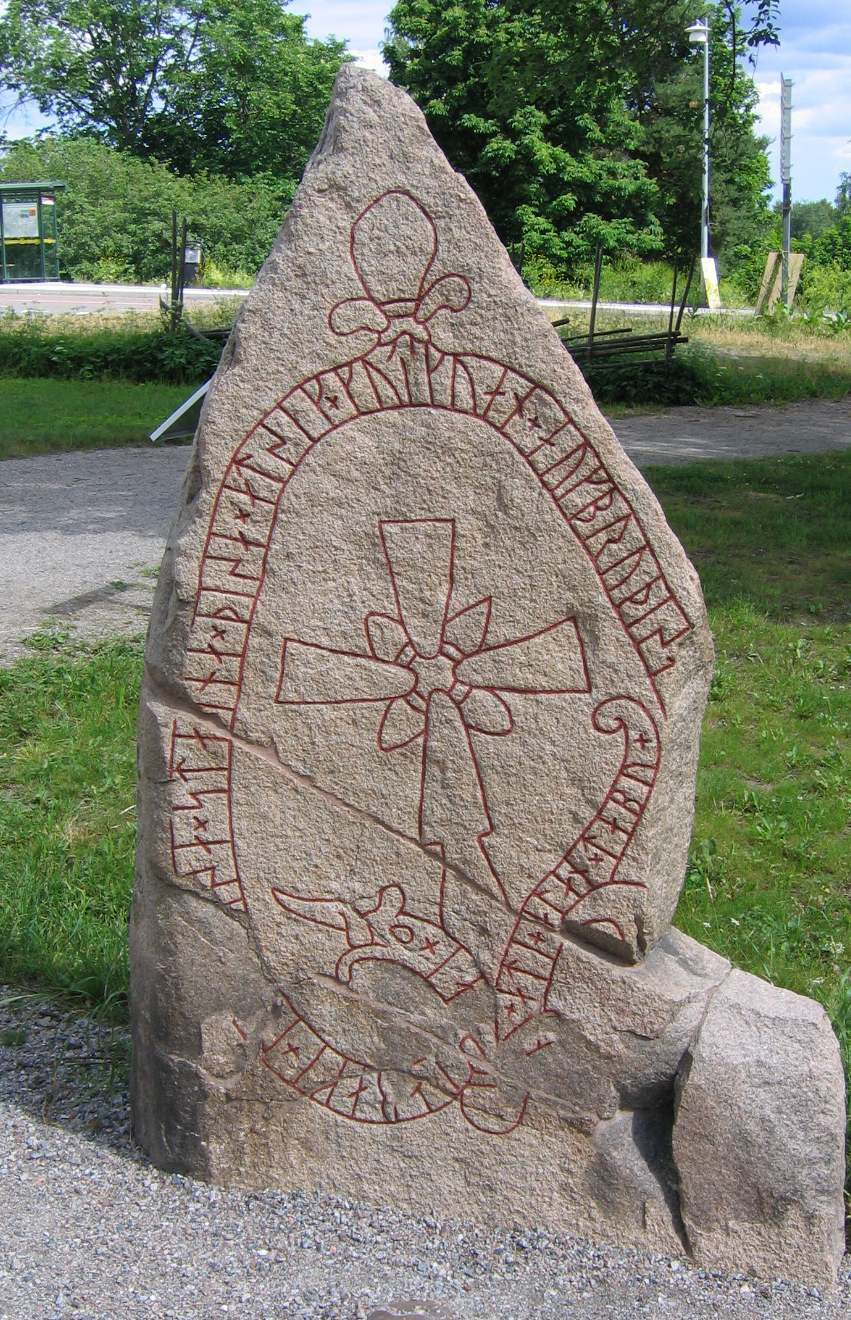
Piedra rúnica U 165.

Esta piedra está ubicada en el paso elevado conocido como el puente de Jarlabanke, al igual que la piedra anterior. Contiene el mismo mensaje de que su erección fue en memoria del propio Jarlabanque y en beneficio de su alma. Además añade que Jarlabanke mandaba sobre todo Täby. Es del estilo estilo Pr2 (segunda mitad del siglo XI).
Transiteración latina:
ia[r]labaki × li- ---sa × staina × þisa × at sik × kuikuan × auk bru þis(a) [× karþi fur ont ×] si-- --- × ati + (a)lan × tabu +
Transcripción al nórdico antiguo:
Iarlabanki le[t ræi]sa stæina þessa at sik kvikvan, ok bro þessa gærði fyr and si[na ...] atti allan Tæby.
Traducción al español:
Jarlabanki mandó erigir estas piedras en memoria de sí mismo mientras estaba vivo, e hizo el puente para su espíritu ... poseyó todo Tábýr.

### U 212

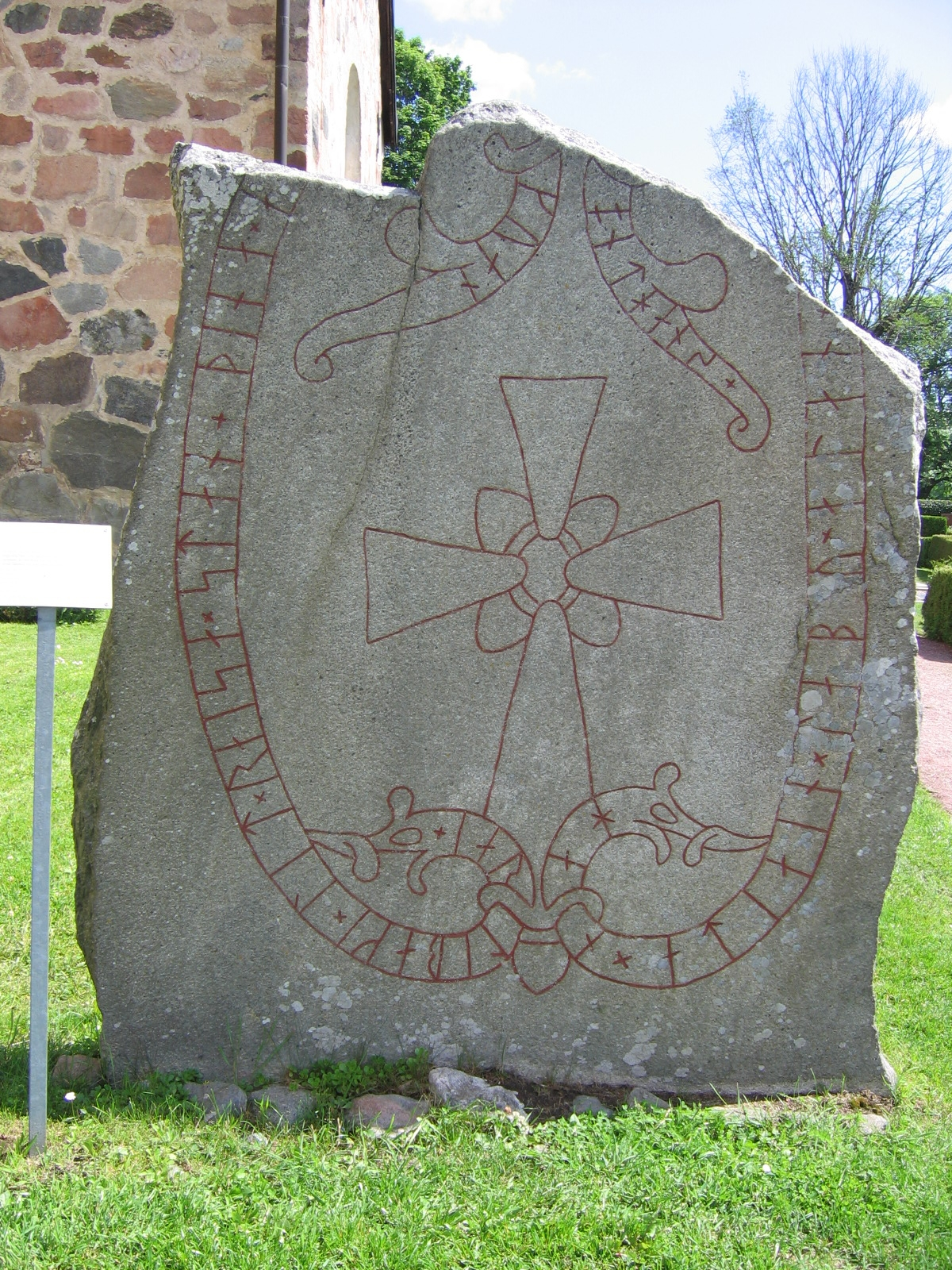
Piedra rúnica U 212 (inscripción A).

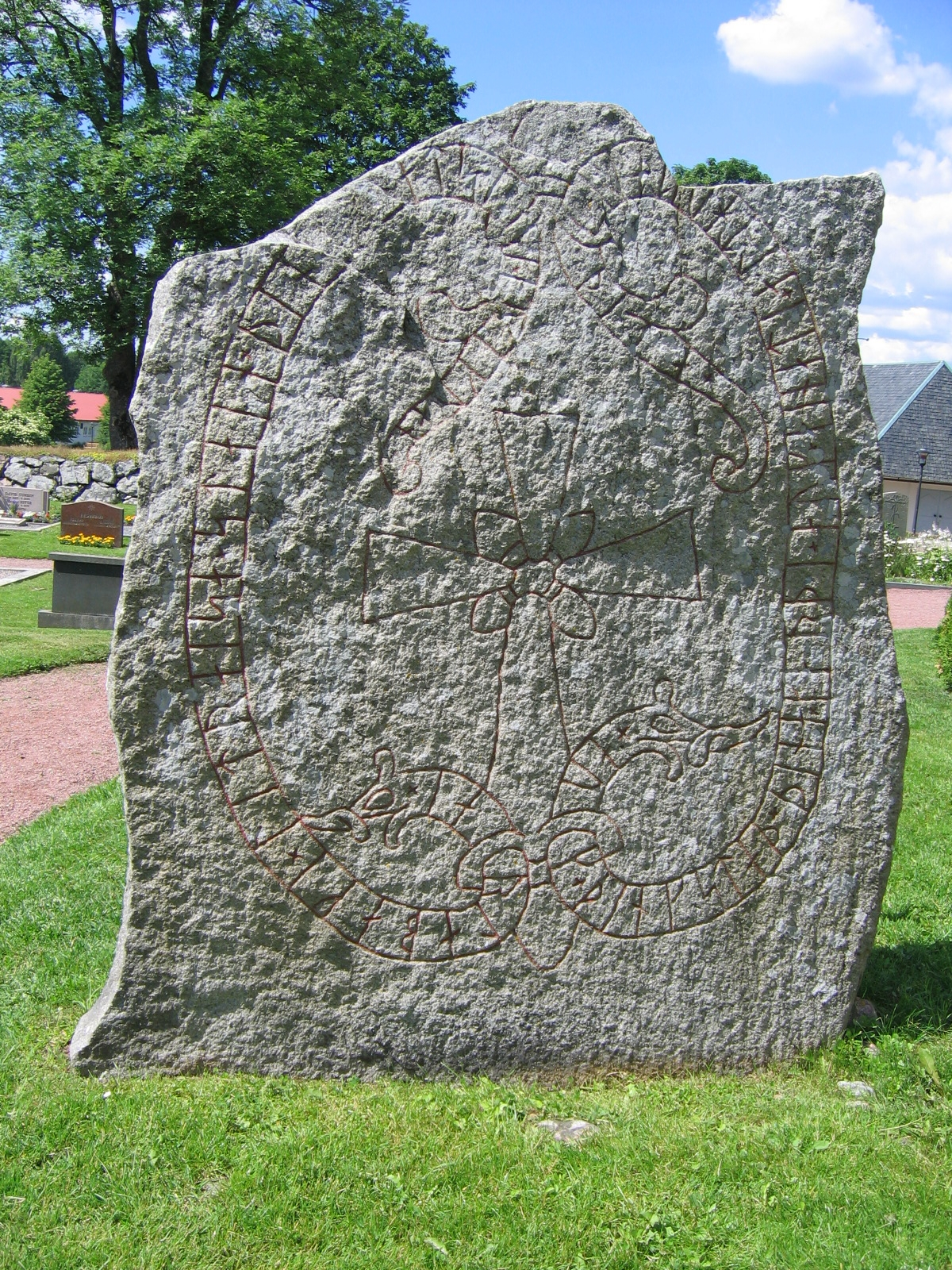
Piedra rúnica U 212 (inscripción B).

Esta piedra rúnica se encuentra en la iglesia de Vallentuna y se desconoce cuál era su ubicación original. Esta piedra rúnica destaca por estar grabada por ambos lados (inscripciones A y B) con mensajes muy similares. En el lado A se dice que Jarlabanke posee todo Täby, ya que el verbo del nórdico antiguo eiga puede interpresarse como poseer, mientras que en la cara B se dice que posee la centena entera. En la última frase el verbo eiga probablemente signifique mandar. Además este último lado informa que la piedra fue erigida cuando había encargado hacer el lugar de la centena. El lado B es posterior al lado A y probablemente se hizo después de que se rompiera un trozo de la piedra, según sugiere su diseño. El lado A es de estilo the estilo Pr2 (primera mitad del siglo XI) y el lado B es de transición entre el Pr2-Pr3 (mediados de siglo XI), y en este tiempo el poder de Jarlabanke se había extendido del pueblo de Täby por toda la centena.
Transliteración latina:
A × iarlibaki × lit × raisa × stan + þina × a... ... ...kuan + han × ati ain × tabu × alan × -... ... ont hans +
B × iarlabaki × lit raisa × stain × þin- at sik kuikuan × auk × þinkstaþ × þina × karþi + auk × ain ati + alt hu-(t)ari × þita +
Transcripción al nórdico antiguo:
A Iarlabanki let ræisa stæin þenna a[t sik kvi]kvan. Hann atti æinn Tæby allan. [Guð hialpi] and hans.
B Iarlabanki let ræisa stæin þenn[a] at sik kvikvan, ok þingstað þenna gærði, ok æinn atti allt hu[n]dari þetta.
Traducción al español:
A Jarlabanki mandó erigir esta piedra en memoria de sí mismo mientras estaba vivo. Poseyó en solitario todo Tábýr. Que Dios ayude su espíritu.
B Jarlabanki mandó erigir esta piedra en memoria de sí mismo mientras estaba vivo, e hizo el lugar de la asamblea, y poseyó en solitario toda la centena.

### U 216

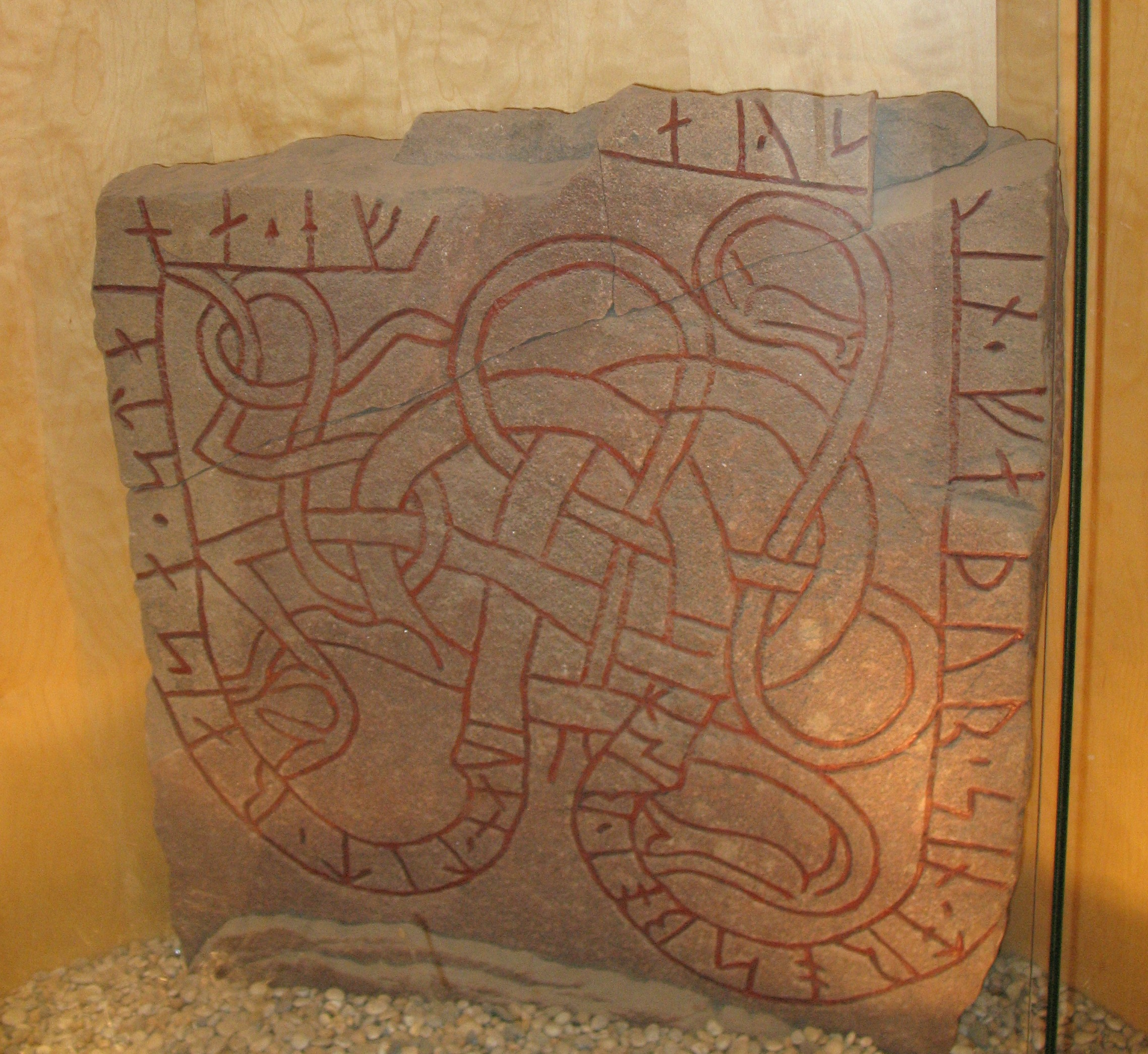
Piedra rúnica U 216.

Esta piedra rúnica se encontró en la iglesia de Vallentuna, pero actualmente se encuentra en el interior de la farmacia de Vallentuna. Fue erigida por un hombre que tenía un nombre cristiano, Johan, en memoria de su padre Eysteinn. Se cree que este Eysteinn era el hijo del hijo de Jarlabanke, Ingifastr. Está realizada en el estilo Pr5 (finales del siglo XI o principios del siglo XII).
Transliteración latina:
iuan ÷ lit ÷ raisa ' staina + ef... ' ay(s)-(a)in + faþur ' sin ÷ drosboi ÷ risti
Transcripción al nórdico antiguo:
Ioan let ræisa stæina æf[tiR] Øys[t]æin, faður sinn. Drosboi risti.
Traducción al español:
Jóhan mandó erigir estas piedras en memoria de Eysteinn, su padre. Drósbúi lo grabó.

### U 217

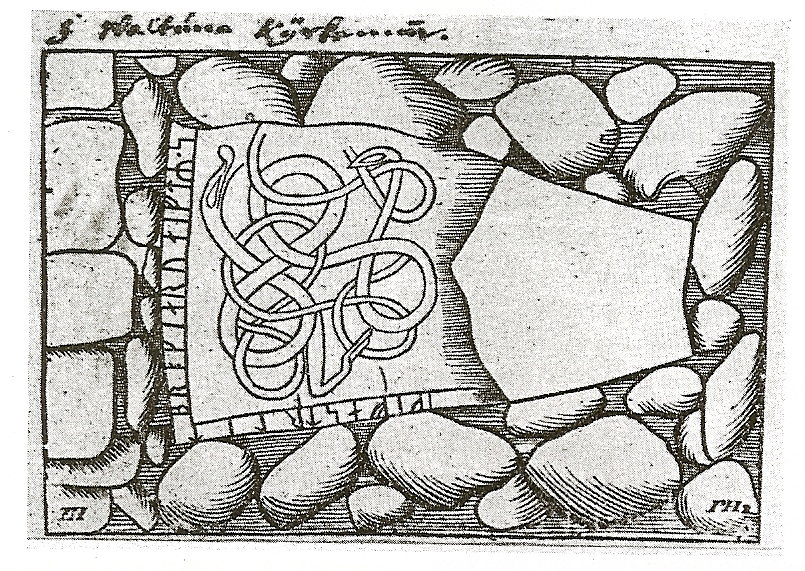
Piedra rúnica U 217.

Esta encuentra se encontraba en la iglesia de Vallentuna pero ha desaparecido. Su inscripción se conserva gracias a un dibujo del siglo XVII. En esta piedra se anuncia que un tal Ingifastr hizo un puente. Se cree que este Ingifastr fue el hijo de Jarlabanke, y el padre del Eysteinn mencionado en la piedra anterior. Se relaciona a estas personas por el lugar común en el que estaban las piedras y el hecho de que U 216 y U 217 ambas fueron grabadas por el maestro grabador Drósbúi, lo que las une en el tiempo.
Transliteración latina:
ikifastr lit bro kiarua iftR * s...
Transcripción al nórdico antiguo:
Ingifastr let bro gærva æftiR ...
Traducción español:
Ingifastr hizo el puente en memoria de ...

### U 261

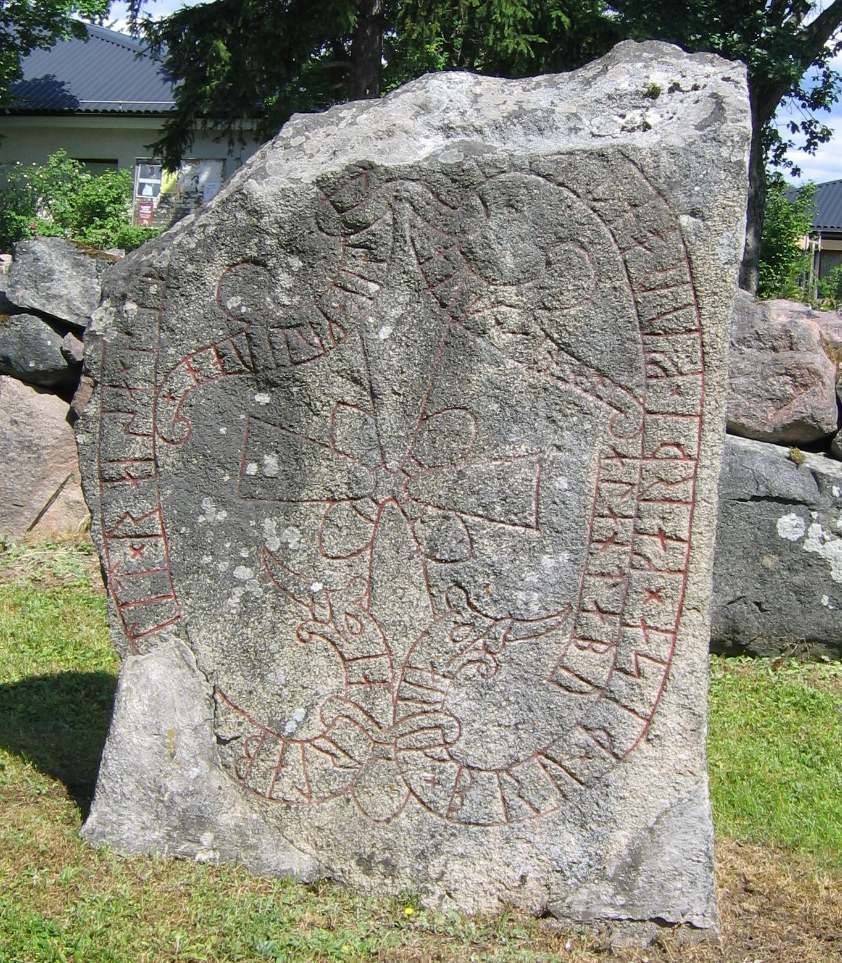
Piedra rúnica U 261.

Esta piedra rúnica se encuentra en la iglesia de Fresta, y su estilo se atribuye a la transición entre Pr2-Pr3 (mediados del siglo XI). Es una piedra más erigida por Jarlabanke en memoria de sí mismo durante su vida, y también menciona que era el único dueño de Täby.
Transliteración latina:
iarlaba... lit × raisa × s[taina × þasa × a]t sik × kuikuan × ¶ auk × bru × þisa × karþi × fur ont [×] s[in]a × auk × ain ati alan tabu
Transcripción al nórdico antiguo:
Iarlaba[nki] let ræisa stæina þessa at sik kvikvan, ok bro þessa gærði fyr and sina, ok æinn atti allan Tæby.
Traducción al español:
Jarlabanki mandó erigir estas piedras en memoria de sí mismo mientras estaba vivo e hizo este puente por su espíritu, y poseyó en solitario todo Tábýr.